# اضطرابات بريستلي

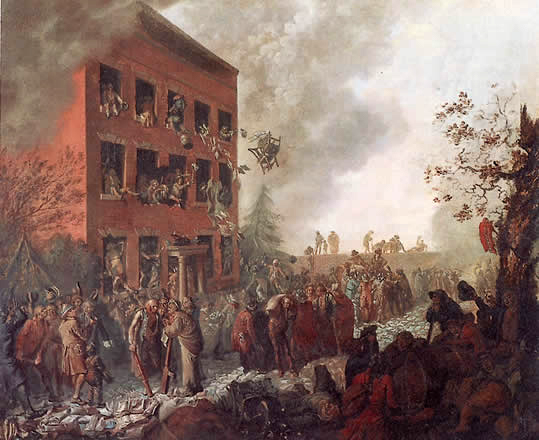
رسمة تصور مهاجمة منزل بريستلي

اضطرابات بريستلي (بالإنجليزية: Priestley Riots) (تعرف أيضا باسم اضطرابات بيرمنجهام 1791) وقعت بين 14 إلى 17 يوليو 1791 في مينة بيرمنجهام في إنجلترا. وكان هدف مثيري الاضطرابات هو المنشقين دينيا، ومن أبرز هؤلاء المنشقين كان جوزيف بريستلي الذي كان يثير جدلا سياسيا ولاهوتيا، وكان من المؤيدين للحقوق المدنية والمتحمسين لمبادئ الثورة الفرنسية.
بدأت أعمال الشغب بهجوم على الفندق الذي كان مسرحا لمأدبة عشاء نظمت تعاطفا مع الثورة الفرنسية، ثم هاجموا منزل بريستلي، ثم أحرق المشاغبون أربع كنائس وسبعة وعشرين منزلا والعديد من المحال. ويبدو أن المسؤولين المحليين في بريمنجهام كانوا وراء تلك الاضطرابات حيث تأخر التدخل لوقفها.
يقول جيمس وات أحد رجال الصناعة أن تلك الاضطرابات قسمت بيرمنجهام إلى حزبين يكرهان بعضهما البعض إلى حد الموت. وقد قام الذين تعرضوا للهجوم بمغادرة المدينة تدريجيا، وصارت المدينة أكثر محافظة مما كانت عليه في طوال القرن التاسع عشر.